# Traminda rufa
Traminda rufa là một loài bướm đêm trong họ Geometridae.